# Rue du Moulin (Bruxelles)
Pour les articles homonymes, voir Rue du Moulin.
La rue du Moulin (en néerlandais : Molenstraat) est une longue rue bruxelloise de la commune de Saint-Josse-ten-Noode qui va de la chaussée de Haecht au square Armand Steurs. 
La numérotation des habitations va de 3 à 207 pour le côté impair et de 2 à 214 pour le côté pair.
Bruxelles possède également une rue du Moulin à Vent à Evere.